# Nunu de Lingyun
Le nunu de Lingyu est une langue hmong-mien parlée dans le xian de Lingyun, dans la province de Guangxi en Chine.

## Classification interne
Le nunu appartient au sous-groupe bunu des langues hmonguiques de la famille des langues hmong-mien. En Chine l'ensemble des locuteurs des parlers bunu font partie de la nationalité yao.

## Phonologie
Les tableaux présentent les phonèmes vocaliques et consonantiques du nunu parlée à Taohua (陶化), dans le xian de Lingyun.

### Voyelles
|         | Antérieure | Centrale | Postérieure |
| ------- | ---------- | -------- | ----------- |
| Fermée  | i [i]      | ɤ [ɤ]    | u [u]       |
| Moyenne | e [e]      | ə [ə]    | o [o]       |
| Ouverte | a [a]      |          | ɔ [ɔ]       |

### Diphtongues
Les diphtongues du nunu de Lingyun sont: ei [ei], ai [ai], au [au], ui [ui], iu [iu] et əu [əu]. Les autres syllabes finissent avec les consonnes [n], [ŋ] [t] et [k].

### Consonnes
|               |              | Bilabiales | Alvéolaires | Alvéolaires | Rétrofl. | Alv.-pal. | Dorsales | Dorsales  | Glottales |
| ------------- | ------------ | ---------- | ----------- | ----------- | -------- | --------- | -------- | --------- | --------- |
| Centrales     | Latérales    | Bilabiales | Palatales   | Vélaires    | Rétrofl. | Alv.-pal. |          |           | Glottales |
| Occlusives    | Sourdes      | p [p]      | t [t]       |             |          |           |          | k [k]     |           |
| Occlusives    | Aspirées     | ph [pʰ]    | th [tʰ]     |             |          |           |          | kh [kʰ]   |           |
| Occlusives    | Palatales    | pj [pʲ]    | tj [tʲ]     |             |          |           |          |           |           |
| Occlusives    | Asp. palat.  | phj [pʰʲ]  | thj [tʰʲ]   |             |          |           |          |           |           |
| Occlusives    | Labialisées  |            | tw [tʷ]     |             |          |           |          | kw [kʷ]   |           |
| Occlusives    | Aspirées     |            |             |             |          |           |          | khw [kʷʰ] |           |
| Occlusives    | Prénasal.    | mp [m͡p]    | nt [n͡t]     |             |          |           |          |           |           |
| Occlusives    | Labialisées  |            | ntw [n͡tʷ]   |             |          |           |          |           |           |
| Fricatives    | sourdes      |            | s [s]       |             |          | ɕ [ɕ]     |          |           | h [h]     |
| Fricatives    | Labialisées  |            |             |             |          | ɕw [ɕʷ]   |          |           |           |
| Fricatives    | Sonores      |            |             |             | ʐ [ʐ]    |           |          |           |           |
| Fricatives    | Palatalisées |            |             |             | ʐj [ʐʲ]  |           |          |           |           |
| Fricatives    | Labialisées  |            |             |             | ʐw [ʐʷ]  |           |          |           |           |
| Affriquées    | Sourdes      |            |             |             |          | tɕ [t͡ɕ]   |          |           |           |
| Affriquées    | Aspirées     |            |             |             |          | tɕh [t͡ɕʰ] |          |           |           |
| Liquides      | Sonores      |            |             | l [l]       |          |           |          |           |           |
| Liquides      | Palatales    |            |             | lj [lʲ]     |          |           |          |           |           |
| Liquides      | Labialisées  |            |             | lw [lʷ]     |          |           |          |           |           |
| Nasales       | Sonores      | m [m]      | n [n]       |             |          | ȵ [ȵ]     | ŋ [ŋ]    |           |           |
| Nasales       | Palatales    | mj [mʲ]    |             |             |          |           |          |           |           |
| Nasales       | Labialisées  |            | nw [nʷ]     |             |          | ȵw [ȵʷ]   | ŋw [ŋʷ]  |           |           |
| Semi-voyelles | Sonores      | w [w]      |             |             |          |           | j [j]    |           |           |
| Semi-voyelles | Labialisées  |            |             |             |          |           | jw [ jʷ] |           |           |

### Tons
Le nunu de Lingyun est une langue à tons qui possède huit tons.
| Ton | Valeur | Exemple | Traduction |
| --- | ------ | ------- | ---------- |
| 1   | 53     | 1       |            |
| 2   | 32     |         |            |
| 3   | 35     |         |            |
| 4   | 33     |         |            |
| 5   | 23     |         |            |
| 6   | 22     |         |            |
| 7   | 32     |         |            |
| 8   | 22     |         |            |
| 8'  | 52     |         |            |